# Jannik Pohl
Jannik Pohl, né le 6 avril 1996 à Hjørring au Danemark, est un footballeur danois qui joue au poste d'avant-centre.

## Biographie

### AaB
Formé à l'Aalborg BK, Jannik Pohl est intégré à l'équipe première à l'été 2015, en même temps qu'Oliver Abildgaard. Il joue son premier match en pro le 9 septembre 2015 à l'âge de 19 ans en Coupe du Danemark contre le club où il a débuté en jeunes, le FC Hjørring. Il entre en jeu et son équipe s'impose sur le score de 0-2. Il marque ses deux premiers buts, toujours en Coupe du Danemark, le 29 septembre de la même année, contre le Lystrup IF (en). Aalborg s'impose par le score de 0-4. Il dispute son premier match dans le championnat danois le 1er avril 2016, lors d'une victoire 1-0 contre le FC Nordsjælland. En Superligaen c'est le 29 mai 2016 qu'il inscrit son premier but, en ouvrant le score lors de la défaite 3-2 de son équipe sur la pelouse de l'Odense BK.

### FC Groningue
Le 29 août 2018, il s'engage avec le FC Groningue, et débute en championnat dès le 2 septembre contre le PEC Zwolle. Son équipe s'incline 1 but à 0. C'est le 2 novembre 2018 qu'il inscrit son premier but en Eredivisie, lors d'une victoire à l'extérieur de Groningue 2-4 contre l'Excelsior Rotterdam.

### AC Horsens
Le 2 septembre 2019 Pohl est recruté par l'AC Horsens sous forme de prêt et retrouve son pays natal pour la saison 2019-2020.
Le 30 janvier 2020, il est recruté définitivement par l'AC Horsens qu'il rejoint librement, le joueur ayant résilié son contrat avec Groningue,.

### Fram Reykjavik
Laissé libre par l'AC Horsens à l'hiver 2022, Jannik Pohl rejoint l'Islande le 29 mars 2022 afin de s'engager en faveur du Fram Reykjavik.
Le 17 septembre 2022, Pohl se fait remarquer en réalisant son premier doublé pour le Fram Reykjavik, lors d'une rencontre de championnat face au Keflavík ÍF. Titulaire, il ne peut empêcher la défaite de son équipe lors de ce match riche en buts (4-8 score final).

### En équipe nationale
Le 10 octobre 2017, il joue son premier match avec l'équipe du Danemark espoirs, contre la Finlande. Il entre en jeu à la place de Robert Skov dans ce match remporté 0-5 par les Danois. C'est le 22 mars 2018, lors d'un match amical contre l'Autriche, qu'il marque son premier but avec les espoirs. Ce jour-là, Pohl et ses coéquipiers gagnent sur un score large de 0-5.